# М'ятино (Бабаєвський район)
М'ятино — присілок в Бабаєвському районі Вологодської області Росії.
Входить до складу Борисовського сільського поселення (Борисівська сільрада).
Відстань автодорогою до районного центру Бабаєво — 63 км, до центру муніципального утворення села Борисово-Судське по прямій — 1 км. Найближчі населені пункти — с. Борисово-Судське, с. Зворикіно, с. Карасово. Станом на 2002 рік проживало 7 чоловік.